# Тиран жовточеревий
Тиран жовточеревий (Myiodynastes luteiventris) — вид горобцеподібних птахів родини тиранових (Tyrannidae). Мешкає в Америці.

## Опис

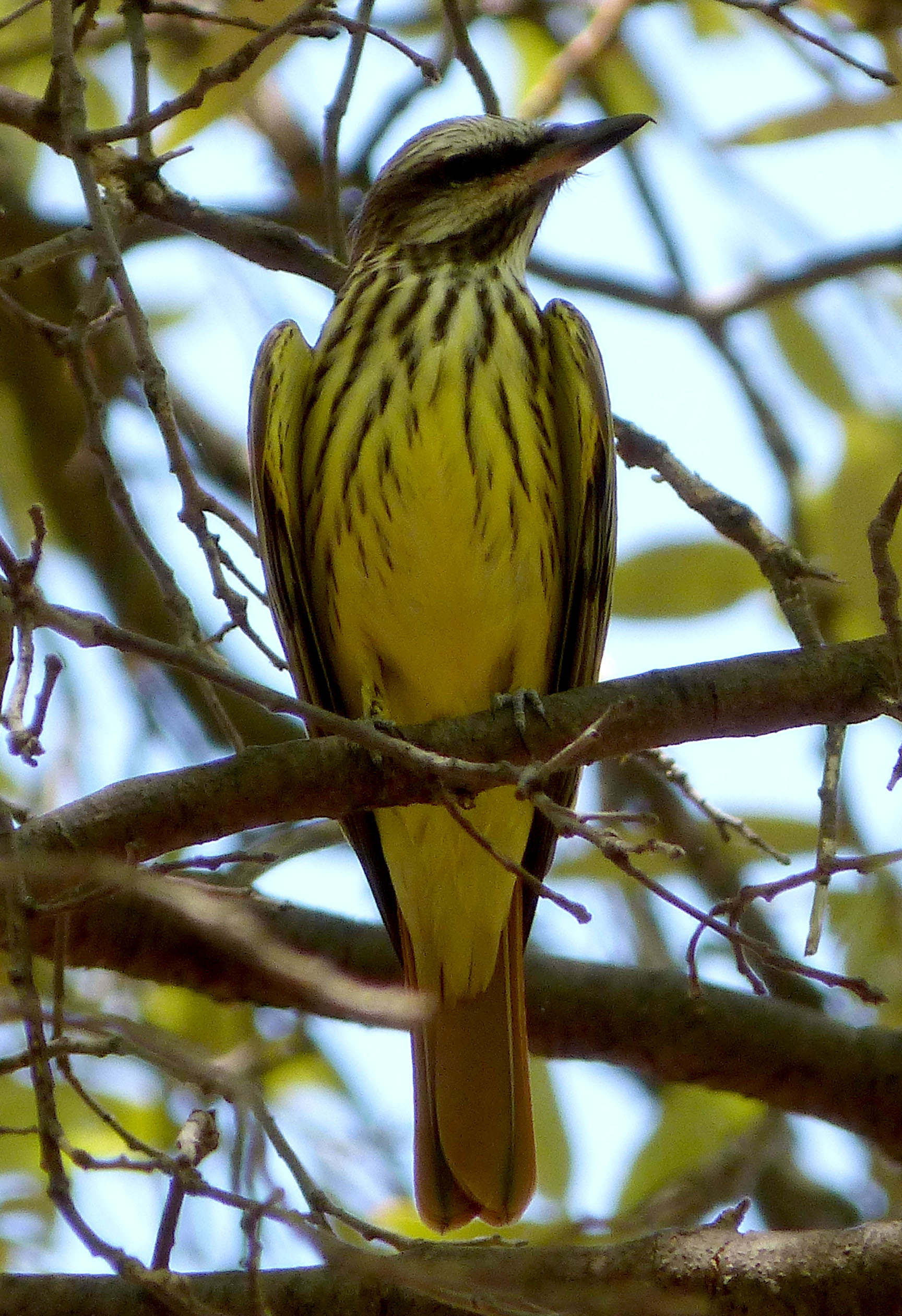
Жовточеревий тиран

Довжина птаха становить 19-21 см. Голова велика, хвіст короткий, крила загострені. Забарвлення переважно смугасте, оливково-сіре, коричневе і біле. Над очима білі "брови", через очі ідуть чорні смуги, під дзьобом білі "вуса". Живіт жовтуватий, хвіст яскраво-рудий. 

## Поширення і екологія
Жовточереві тирани гніздяться від південно-східної Аризони до Коста-Рики. Взимку вони мігрують на південь, до східних передгір'їв Анд в Колумбії, Еквадорі, Перу, Болівії і Бразилії. Жовточереві тирани живіть у сухих і вологих гірських тропічних лісах в каньйонах, зимують у вологих і заболочених рівнинних тропічних лісах. Зустрічаються поодинці або парами, на висоті до 2000 м над рівнем моря. Живляться комахами, а також ягодами і насінням. Сезон розмноження триває з квітня по червень. Гніздо чашоподібне, розміщується в дуплах дерев. В кладці 2-4 яйця.

## Збереження
МСОП класифікує цей вид як такий, що не потребує особливих заходів зі збереження. За оцінками дослідників, популяція жовточеревих тиранів становить приблизно 2 мільйони птахів.